# 玛西娅·麦克纳特
玛西娅·麦克纳特（英語：Marcia Kemper McNutt，1952年2月19日—）是一位美国地球物理学家，主要研究地球板块构造热机制行为，2013-2016年间担任过《科学》期刊總編輯，2016年起任第22任美国国家科学院主席。